# Tanjung Heran (Sindang Beliti Ulu)
Tanjung Heran is een bestuurslaag in het regentschap Rejang Lebong van de provincie Bengkulu, Indonesië. Tanjung Heran telt 738 inwoners (volkstelling 2010).